# Бівойно
Бівойно (пол. Biwojno, Biwoyno) - шляхетський герб, різновид герба Могила.

## Опис герба
Опис з використанням правил блазонування, що запропоновані Альфредом Знаміровським: 
У чорному полі сіра могила, під якою золотий хрест. 
Три страусині пір’їни у клейноді над шоломом в короні. Намет чорний, підбитий сріблом.

## Найдавніші згадки
Герб вперше з’являється у Войцеха Віюк-Кояловича у «Номенклаторі» (1656 р., Перевидання 1905 р.). Є лише безбарвна емблема, стилізована під рунічний знак. За словами Кояловича, він мав належати родині Бівойно (Biwojno, Biwoyno) в Ошмянах. Реконструкцію кольорів та клейноду дав лише Юліуш Кароль Островський. Реконструкцію барв і клейноду подав геральдик Юліуш Кароль Островський.

## Геральдичні родини
Цей герб, як власний герб, належав лише одній гербовій родині: 
Бівойно (Biwojno, Biwoyno). 